# Baghèt
Il baghèt  è uno strumento musicale italiano della famiglia delle cornamuse, originario della Provincia di Bergamo e Brescia di origini medievali.

## Storia
La sua esistenza è attestata dalla metà del Trecento: del 1347 è infatti "L'albero della Vita o di San Bonaventura", un affresco in Santa Maria Maggiore, in città alta a Bergamo, dove è riprodotto un suonatore visto di spalle, mentre della fine del Trecento è datato un affresco nel castello di Bianzano. Altre raffigurazioni sono al castello di Malpaga, a Piario, nella chiesa di Sant'Agostino in Città Alta a Bergamo, nelle Danze macabre di Simone Baschenis nella chiesa di San Vigilio a Pinzolo (in val Rendena, provincia di Trento). Gli strumenti riprodotti nella maggior parte delle fonti iconografiche hanno una canna per il canto e un solo bordone che appoggia sulla spalla, mentre in altri casi i bordoni sono del tutto assenti. In diverse immagini la cornamusa è accompagnata da una bombarda. Illustrazioni e fonti scritte tendono a suggerire che uno strumento simile fosse utilizzato anche nel veronese .
La cornamusa bergamasca era stata praticamente abbandonata a metà degli anni cinquanta, con l'entrata in crisi della civiltà contadina.
Lo strumento era considerato estinto, ma a partire dagli anni ottanta sono state svolte nuove ricerche, da parte del musicista Valter Biella, che hanno condotto al ritrovamento di vecchi esemplari dello strumento.
Stando alle testimonianze raccolte "il baghet" era presente in valle Imagna, nella val Gandino, a Valtorta, nella media e nell'alta val Seriana, anche se probabilmente lo strumento aveva forme diverse, pur mantenendo lo stesso nome.
Il termine baghet era il più usato, ma esistevano anche le denominazioni di la piva o il piva baghet. Il suonatore era chiamato bagheter.

## Struttura
In val Gandino e nella media val Seriana sono stati ritrovati da Valter Biella sette strumenti originali, non tutti completi, mentre non è stato ritrovato nessuno strumento appartenente ad un diverso modello, anche se sono state raccolte diverse informazioni riguardanti la loro struttura.
La cornamusa era così costituita:
- sacca (baga, ovvero "borsa", "otre"): di ridotte dimensioni così da dare il nome allo strumento (baghet significa "piccola borsa"), in pelle di capra o pecora non conciata, prima rasata, poi piegata (In val Gandino il lato del pelo era lasciato all'interno, mentre a Cene all'esterno) e successivamente cucita, a rinforzo della cucitura era posta una striscia di cuoio chiamata moscades, eventualmente sostituibile con della corda appiattita;
- canna del canto (diana o piva), con estensione di un'ottava più la sensibile inferiore, calante però di 70 cents. A Cene era intonata probabilmente in Sol maggiore, mentre gli strumenti della val Gandino erano in Sib o in La; sulla diana è montata l'ancia doppia in canna o in nocciolo (pivin o piva);
- bordone minore (prim orghen o prim bas): suona la nota fissa d'accompagnamento ed è intonato un'ottava sotto la diana: era presente solo negli strumenti della Val Gandino e in quelli di Cene;
- bordone maggiore (segond orghen o segond bas): intonato due ottave sotto la diana; su tutti i bordoni è montata un'ancia semplice in canna, in sambuco o in viburno (spoeuleta);
- terzo bordone: usato solo a Cene, intonato probabilmente sulla quinta sotto la diana anche se non lo si può stabilire con certezza poiché non è stato ritrovato nessuno strumento di quelli suonati a Cene;
- insufflatore o bocchino (bochin), che serve per caricare il sacco con il fiato, porta un dischetto di pelle inchiodato sul fondo che funge da valvola di non ritorno.

## Uso

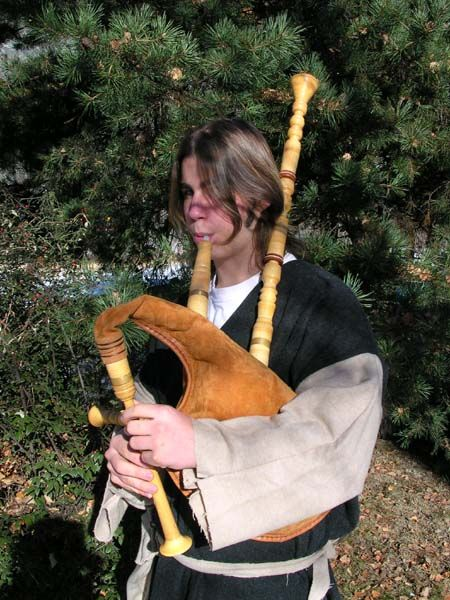
Un suonatore di baghèt in abito tradizionale

Il baghèt era legato al mondo contadino da cui provenivano per la maggior parte i baghetér.
Lo strumento non era suonato d'estate: solo con l'arrivo del freddo, quando il lavoro diventava più raro, i contadini si ritrovavano nelle stalle e ne riprendevano l'uso. Dopo l'Epifania lo strumento era di nuovo accantonato, fino all'inverno successivo. Il baghèt era sostanzialmente solista o usato per accompagnare canti o balli popolari. Le fonti iconografiche fanno però supporre che in origine si trattasse di uno strumento colto: era infatti suonato anche alla corte di Bartolomeo Colleoni.
Non esisteva una costruzione su larga scala dello strumento, ma era per lo più legata all'iniziativa di singole famiglie. Alcuni suonatori provvedevano in prima persona alle riparazioni delle parti usurate. La cornamusa passava di padre in figlio, rimanendo spesso all'interno della cerchia familiare.

## Repertorio
Con il baghet si suonava la "pastorella" (brano natalizio pastorale) ed anche dei ballabili (valzer, polche e mazurche), si accompagnava il canto oppure si eseguivano alcuni balli, tra cui il caratteristico ball dol mort ("ballo del morto"), una pantomima danzata in cui si fingeva una morte ed una successiva resurrezione e la lavandera o lavandina, in cui un uomo e una donna mimavano l'azione del lavare.
Il patrimonio della cornamusa bergamasca ha attinto anche alle varie melodie per campane a festa.
Alcuni gruppi musicali hanno introdotto nel loro repertorio musiche suonate con la cornamusa bergamasca e si sono aggiunte nuove composizioni musicali da parte di direttori di complessi bandistici e diverse trascrizioni di brani medievali e composizioni per ensemble di cornamuse con l'aggiunta di bombarde, ciaramelle, flauti e percussioni.

### Monografie
- Valter Biella, Baghèt o piva delle Alpi, A.R.P.A, Bergamo 1984;
- Valter Biella, Ricerca sulla piva nel bergamasco Università degli studi di Bologna – DAMS, Bologna 1985;
- Valter Biella, Il baghèt un'antica tradizione bergamasca, Villadiseriane, Bergamo 1988;
- Valter Biella,"L'uso della cornamusa berghamasca "baghèt" con un nuovo repertorio di musiche tradizionali", Zanniniziative, Ranica (Bergamo), 1989;
- Valter Biella, Legno corteccia e canna, Sistema bibliotecario urbano di Bergamo, 1993;
- Valter Biella, Il baghèt, la cornamusa bergamasca, Meridiana, Bergamo 2000.
- Febo Guizzi, Guida alla musica popolare in Italia. 3. Gli strumenti, Libreria Musicale Italiana, Lucca 2002, p.226;
- Maurizio Pandolfi (con la collaborazione di Pierangelo Gabbiadini da Bagnatica), Metodo per lo studio della cornamusa bergamasca (baghèt), Cel-isa edizioni musicali, Bagnatica 2007.
- Pierangelo Gabbiadini da Bagnatica, L' In Canto del baghèt, Raccolta di danze, canti, e nuove composizioni originali per baghèt, percussioni ed altri strumenti rievocativi. Dal Medioevo all'oggi arrangiati e/o composti dall'autore.
- Valter Biella, Pia o baghèt - La cornamusa in terra di Bergamo, Quaderni Casnighesi n° 8, Comune di Casnigo, novembre 2010

### Articoli
- "Il Giornale di Bergamo Oggi", giovedì 9 agosto 1984. Articolo di Piero Bonicelli sul primo studio monografico di Valter Biella, dedicato al baghèt.
- Giuliano Grasso, in Symposium international sur la Cornemuse (atti convegno, 17 settembre 1988, La Haye, Pays Bas), Stichting Volkmuzieck Nederland, Utrecht 1989, pp.55-57;
- Valter Biella, "Il baghèt, la piva delle valli bergamasche", in Mauro Gioielli (a cura di), La zampogna, Gli aerofoni a sacco in Italia, Cosmo Iannone Editore, Isernia, 2005 (ISBN 88-516-0069-4), I, pp. 1–22;